# 야마우치 리쿠
야마우치 리쿠(일본어: 山内 陸, 2000년 8월 2일~)는 일본의 축구 선수이다.

## 구단 경력
그는 2023년 J3리그의 반라우레 하치노헤에 입단했다. 2024년까지 68경기에 출전하여, 1득점을 넣었다. 2025년 더스파 군마로 이적했다.